# R 반전성
R 반전성(R-parity)이란 최소 초대칭 표준 모형 및 다른 초대칭 물리 모형에서 양성자 붕괴 및 다른 바리온·렙톤 수 위반을 막기 위하여 도입하는 ℤ₂ 대칭이다. 다음과 같이 정의한다.
PR = (-1)3(B−L)+2s.
여기서 {\displaystyle s}는 스핀, B−L은 바리온 수와 렙톤 수의 차다. 이에 따라 표준 모형의 입자는 R 반전성 +1을 가지고, 초대칭 입자는 R 반전성 −1을 가진다.

## 같이 보기
- R대칭

## 참고 문헌
- R-parity Violating Supersymmetry by R.Barbier, C.Berat, M.Besancon, M.Chemtob, A.Deandrea, E.Dudas, P.Fayet, S.Lavignac, G.Moreau, E.Perez, and Y.Sirois.
- R-parity Violating on arxiv.org
- R-parity Violating on arxiv.org
- R-parity Violating on fnal